# Takashi Nagata
Takashi Nagata (永田 崇, Nagata Takashi) est un footballeur japonais né le 13 avril 1972 dans la préfecture de Chiba au Japon.